# Raketový motor na kapalné pohonné látky

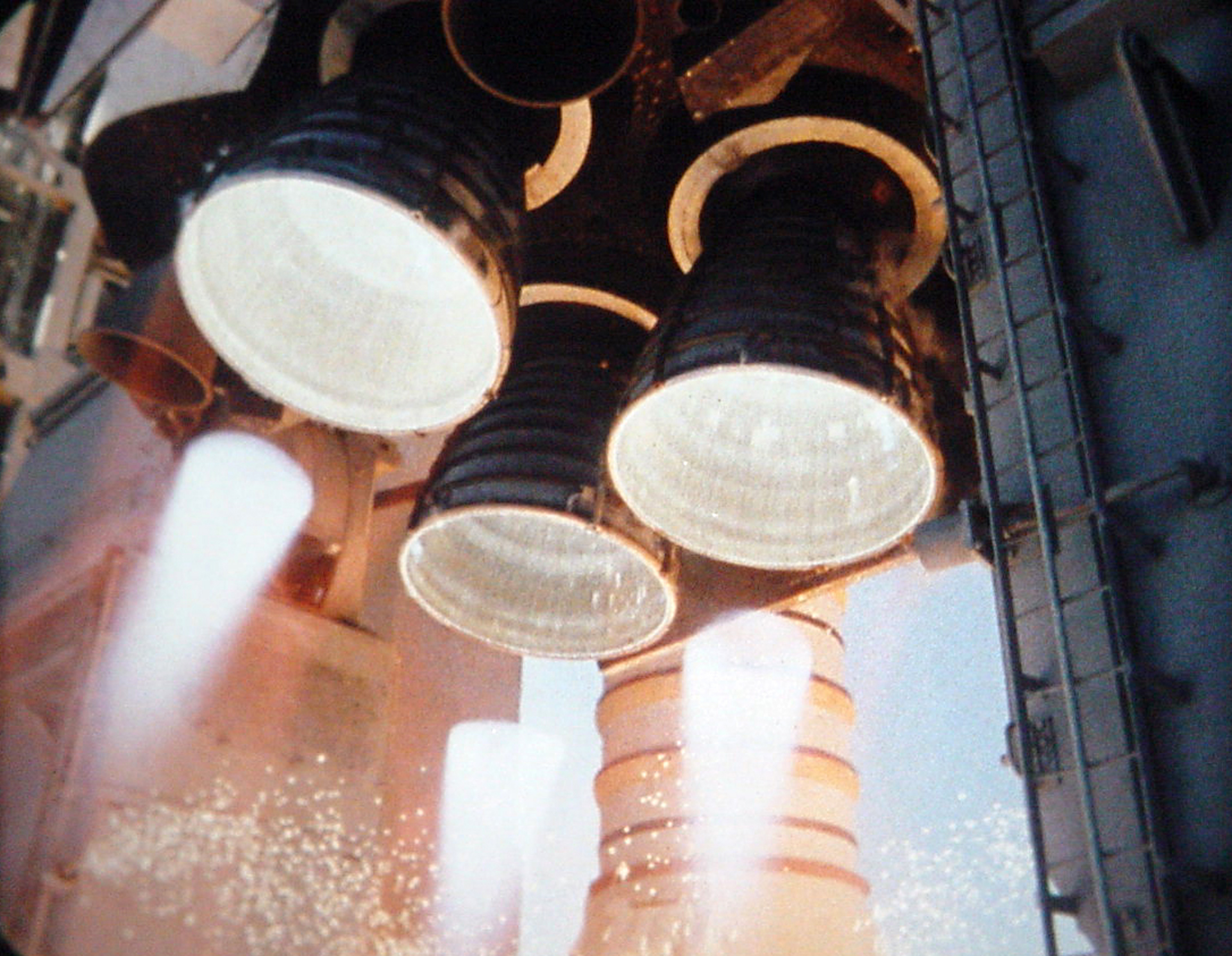
Trojice motorů SSME při startu mise STS-110

Raketový motor na kapalné pohonné látky je druh raketového motoru, který používá k pohonu palivo a okysličovadlo v kapalném skupenství. Tento druh motorů je často využívaný, neboť palivo v kapalném skupenství poskytuje relativně vyšší specifický impuls. Používají se varianty na jednosložkové palivo (např. hydrazin) a dvousložkové, klasicky palivo (kerosin, kapalný metan, kapalný vodík) a okysličovadlo (Lox – Liquid OXygen – kapalný kyslík). Motory na kapalné pohonné látky jsou velmi rozšířené, využívaly je mimo jiné i hlavní motory raketoplánu Space Shuttle, první stupně raket Atlas, Delta, Falcon, Saturn, Angara, Eněrgija, Proton, Sojuz, Ariane a mnoho dalších.

## Výhody motorů na kapalné pohonné látky

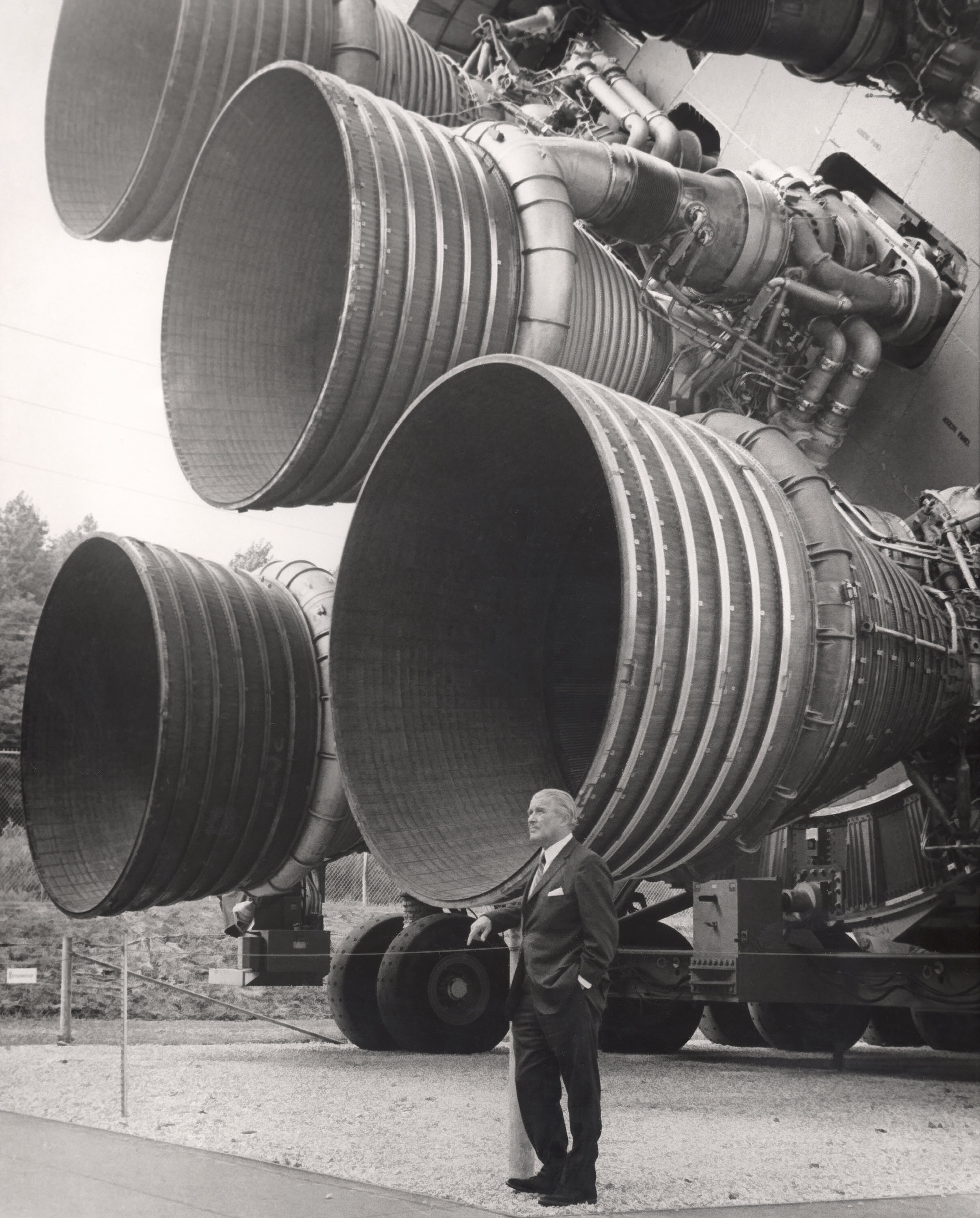
Průkopník raketové techniky Wernher von Braun, v pozadí pětice motorů F-1

Dosahují velmi vysokých poměrů tah : hmotnost, např. americký motor Merlin 1D firmy SpaceX dosahuje až 180:1. Hustota používaných kapalných pohonných látek je podobná jako hustota vody 700–1400 kg/m3 (s výjimkou kapalného vodíku, který má mnohem nižší hustotu) a přetlak nutný k zábraně samovolného vypaření je také relativně nízký, to umožňuje použití tenkých a lehkých nádrží. Pro husté látky jako třeba kerosin tvoří hmotnost nádrže pouze 1% celkové hmotnosti, u nádrží na kapalný vodík je kolem 10% (kvůli jeho nízké teplotě varu je nutná solidní izolace).
Vstřikování paliva a okysličovadla do spalovací komory vyžaduje přetlak kapalin oproti vnitřku komory. Potřebný přetlak je vytvářen pomocí turbočerpadla (v minulosti se využívalo i pístových a membránových čerpadel), které dosahuje vysokých výkonů a jeho hmotnost je velmi nízká. Oddělená čerpadla pro palivo a okysličovadlo umožňují relativně přesné řízení složení palivové směsi v komoře. Systém rovněž umožňuje plynulé snižování a zvyšování výkonu a při použití vhodného zážehového systému nebo hypergolických kapalin (vznítí se při vzájemném kontaktu) úplné vypnutí a restartování motoru.

## Nevýhody
Kapalná paliva mohou způsobit také mnoho problémů a nehod:
- Protože palivo tvoří velkou část hmotnosti rakety, postupná spotřeba paliva vede k posuvu těžiště směrem dozadu, což může vést ke ztrátě kontroly.
- Vibrace a rázy mohou způsobit „šplouchání“ nebo „cákání“ paliva v nádrži, to může způsobit ztrátu kontroly.
- Ve stavu beztíže může kapalné palivo „ztratit kontakt“ s hrdlem čerpadla. Proto se využívají rozběhové motory, které udělí malé zrychlení, postačující k „nastartování“ (analogie k roztlačení automobilu)
- Kapaliny mohou vytéct a následně vzplanout nebo explodovat
- Turbočerpadla jsou velmi složitá a náchylná k poruchám, běh naprázdno nebo kovové nečistoty mohou způsobit zadření.
- Víření paliva může způsobit nasátí plynu do čerpadla nebo motoru
- Hluboce zmražené palivo způsobuje namrzání okolních ploch, to je velmi nebezpečné pro těsnění a ventily – průsaky paliva.
- Komplexní konstrukce je činí náchylné k poruchám
- Složitá a dlouhá doba přípravy před startem je vylučuje z většiny moderních vojenských aplikací.

## Doprava paliva a okysličovadla

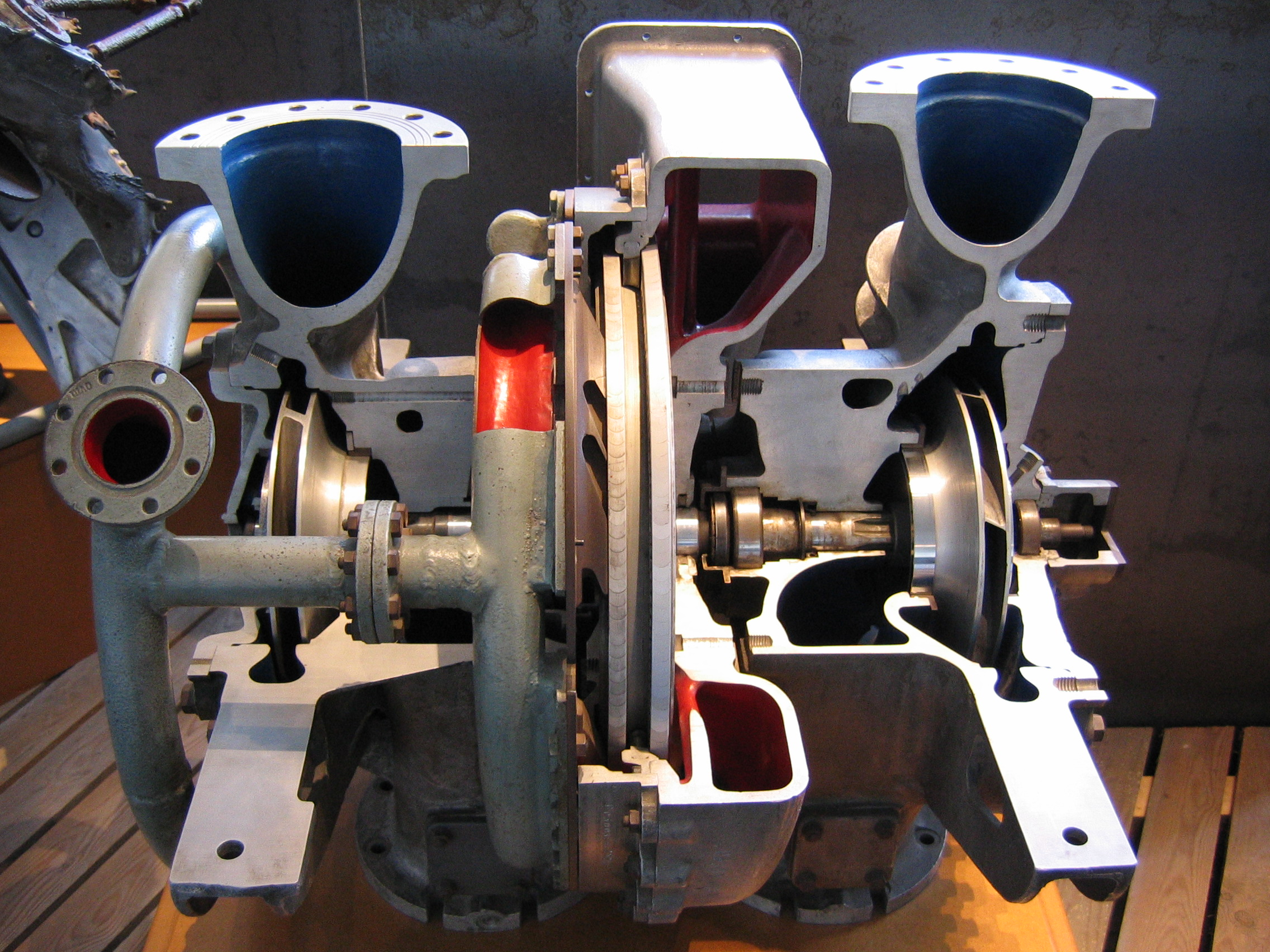
Turbočerpadlo rakety V-2

Palivo a okysličovadlo je třeba dodávat do spalovací komory rychle a pod velkým tlakem. Pro dopravu se již od dob V-2 používají turbočerpadla. Jejich parametry jsou voleny s ohledem na provozní podmínky motoru a druh použitých pohonných látek, hlavně jejich hustotu, vazkost a bod varu. Pro paliva o nízké hustotě, jako je kapalný vodík, se volí robustní čerpadla s velkým dopravovaným množstvím. Naopak pro hustší látky jako je RP-1 (kerosin) nejsou potřeba tak robustní čerpadla. Pro srovnání, turbočerpadla motoru RS-27, spalující kapalný kyslík a RP-1, mají otáčky 7085 min−1 jsou umístěna na společné hřídeli a obě tak mají stejné otáčky. Zatímco turbočerpadla hlavního motoru raketoplánu Space Shuttle (kapalný vodík) mají 30 000 ot/min. Při konstrukci turbočerpadel je nutno brát v potaz i velmi nízké pracovní teploty, mnohdy hluboko pod bodem tuhnutí vody a je proto nutné volit vhodná ložiska a způsoby mazání. Některé jednodušší motory však turbočerpadla nepotřebují a používají jiné způsoby dopravy paliva. Podle principu dopravy paliva a okysličovadla do spalovací komory jsou motory rozdělovány do tzv. cyklů:

### Přetlakový cyklus
Palivo a okysličovadlo jsou tlačeny do spalovací komory plynem (obvykle helium) z oddělené nádrže. Plyn je ohříván vedením kolem spalovací komory. Jedná se o velmi jednoduchý systém, často neobsahuje ani turbočerpadla. Většinou je schopen několikanásobného restartu. Ovládání je jednoduché, stačí otevřít nebo zavřít ventil. Ventily jsou ovládány elektromagneticky nebo pneumaticky. Zážeh je proveden většinou samovolně (hypergolické pohonné látky) nebo pomocí rozněcovadla.
Přetlakový cyklus se využívá většinou u manévrovacích motorů jako například orbitální manévrovací motory (OMS) raketoplánu Space Shuttle nebo RCS (reactive control system) velitelského/servisního modulu Apollo.

### Expanzní cyklus
Pohon turbočerpadel zajišťuje turbína, kterou roztáčí expandující palivo, ohřívané průchodem kanálky ve spalovací komoře. Expanzní cyklus vyžaduje kryogenické palivo, které snadno dosahuje bodu varu například: vodík, metan nebo propan. Při použití klasické „zvonovité“ trysky je omezen tah na 300 kN. Použitím motoru typu Aerospike (testován pro X-33) se dá dosáhnout většího tahu. Zástupce: RL-10 používaný na stupni Centaur.

### Otevřený cyklus
Cyklus s plynovým generátorem neboli otevřený cyklus je jeden z nejpoužívanějších způsobů pohonu turbočerpadel. Část paliva a okysličovadla je přivedena do plynového generátoru kde je spálena a vzniklá energie roztáčí turbínu, která pohání turbočerpadla. Spaliny jsou z turbíny odvedeny malou tryskou do atmosféry. Nevýhodou je snížená účinnost kvůli spálení části paliva. Využívají jej např. motory RS-27, RS-68, F-1.

### Uzavřený cyklus
Uzavřený cyklus je nejsložitější koncepcí raketového motoru. První návrh pochází z roku 1949 od Alexeje Isajeva. Nikolaj Kuzněcov vyvinul motor NK-33 pro neúspěšnou raketu N1 pro let na měsíc, od motoru NK-33 bylo upuštěno až jej odkoupila společnost Lockheed Martin. V současnosti je pro pohon prvního stupně raket Atlas III a V používán motor RD-180 odvozený od RD-171.
Princip je podobný jako u otevřeného cyklu s tím rozdílem, že do plynového generátoru je sice také odvedena jen část okysličovadla, ale veškeré palivo. Množství spáleného paliva je závislé na množství okysličovadla. Spaliny jsou vedeny z turbíny přímo do hlavní spalovací komory, což poskytuje přebytek výkonu a možnost dosažení vyšších tlaků ve spalovací komoře. Nevýhodou je problém s rychlým opotřebováním turbíny a složitý způsob vstřikování paliva.

### Schémata

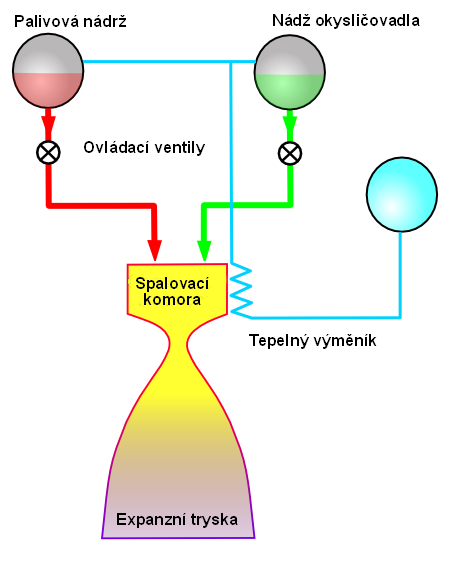
Přetlakový cyklus
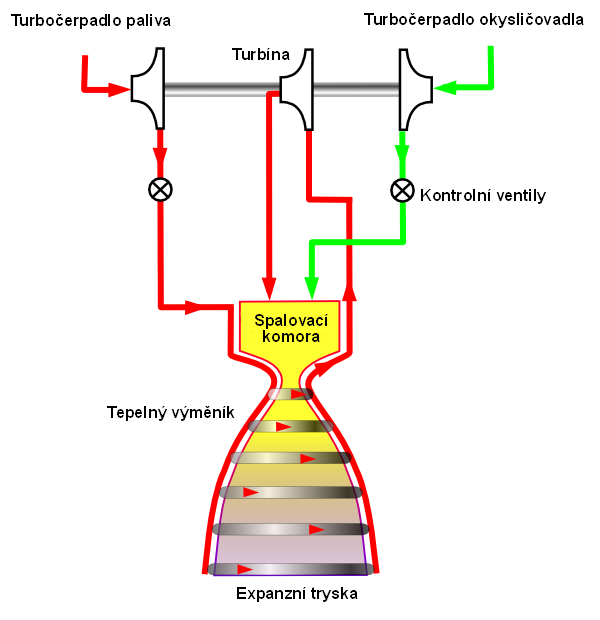
Expanzní cyklus
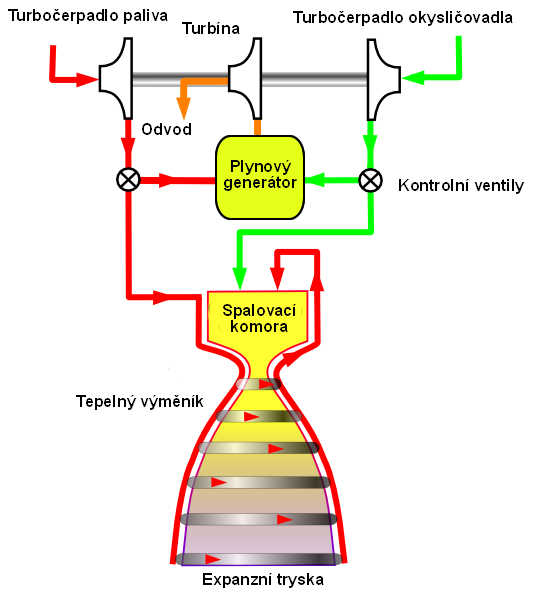
Otevřený cyklus
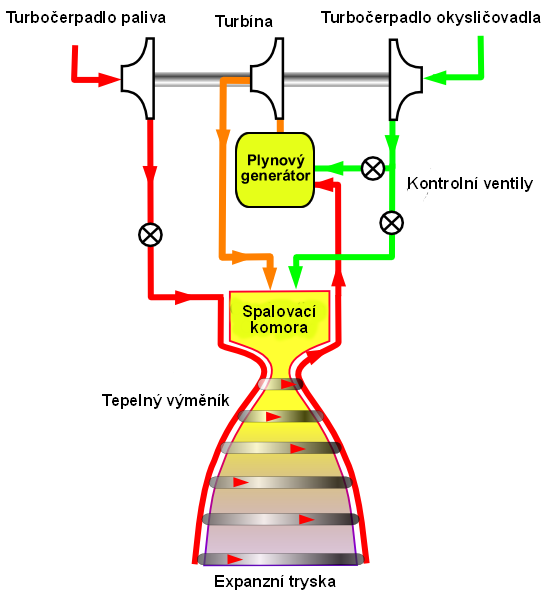
Uzavřený cyklus

## Vstřikovací systém
Systém vstřikování je v podstatě soustava děr malého průměru (trysek), které ústí do spalovací komory a dopravují palivo a okysličovadlo. První vstřikovače používané u raket V-2 byly v pouze rovnoběžné trysky, které nedokázaly dodávané palivo dostatečně promíchat s okysličovadlem. Proto byla účinnost prvních motorů velmi špatná. Dnešní vstřikovací systémy sestávají z několika trysek, nasměrovaných do přesného bodu pro optimální promíchání směsi a rozptýlení na malé kapičky, které lépe prohoří.

### Hlavní typy vstřikovačů
- Sprchový
- Dvojitý směšovací
- Trojitý křížový směšovací
- Odstředivý

Mezi další typy patří čepový vstřikovač, který umožňuje řízení složení směsi v širokém rozsahu průtoků. Používá se u motorů navržených společností SpaceX: Merlin a Kestrel, rovněž byl používán u Lunárního modulu programu Apollo. Hlavní motory raketoplánu Space Shuttle (SSME) využívají „teplejšího“ tekutého kyslíku k ohřevu a vypaření vodíku před vstřikem do spalovací komory. To snižuje vibrace a zklidňuje chod (viz stabilita spalování). Ruský inženýr Valentin Gluško vynalezl počátkem 30. let 20. století odstředivý vstřikovač. Tento typ býval v Rusku velmi často používán. Díky rotačnímu pohybu je palivo po vstříknutí malou tryskou velmi rychle rozprášeno a spáleno.

### Stabilita spalování
Nestabilita ve spalovací komoře se projevuje různě, může se jednat o lehké vibrace, „kašlání motoru“ nebo silné rázy, které mohou způsobit i selhání motoru. Aby k tomu nedocházelo, je potřeba zajistit dostatečný přetlak vstřikovačů, běžně stačí o 20% větší tlak než ve spalovací komoře. Nicméně, u velkých motorů s rychlým spalováním snadno dochází k silným vibracím, jejich vznik není zcela vysvětlen. Tyto vysokofrekvenční vibrace mají tendenci narušovat proudění vzduchu kolem motoru a chladicího média v chladicích kanálech trysky, to může vést k selhání chlazení a destrukci rakety (viz chlazení).
Silné vibrace provázely i vývoj motorů F-1 pro Saturn V, problém byl nakonec vyřešen důkladným testováním různých nastavení vstřikovačů. Testování se provádělo odpalováním malých náloží za chodu motoru, aby se zjistilo, jak motor na tyto rázy reaguje. Spalovací komora SSME využívá Helmholtzův rezonátor jako částečný tlumič, vibrace neodstraní, ale zamezí jejich narůstání (rezonanci). Část vibrací je také odstraněna předehříváním vodíku před vstřikováním.
Testování stability je velmi náročné finančně i časově, vyžaduje rozsáhlé praktické testy. Většina projevů nestability se nedá předpovědět a ošetřit ve fázi návrhu. Dolaďování se provádí metodou pokus-omyl.

## Chlazení

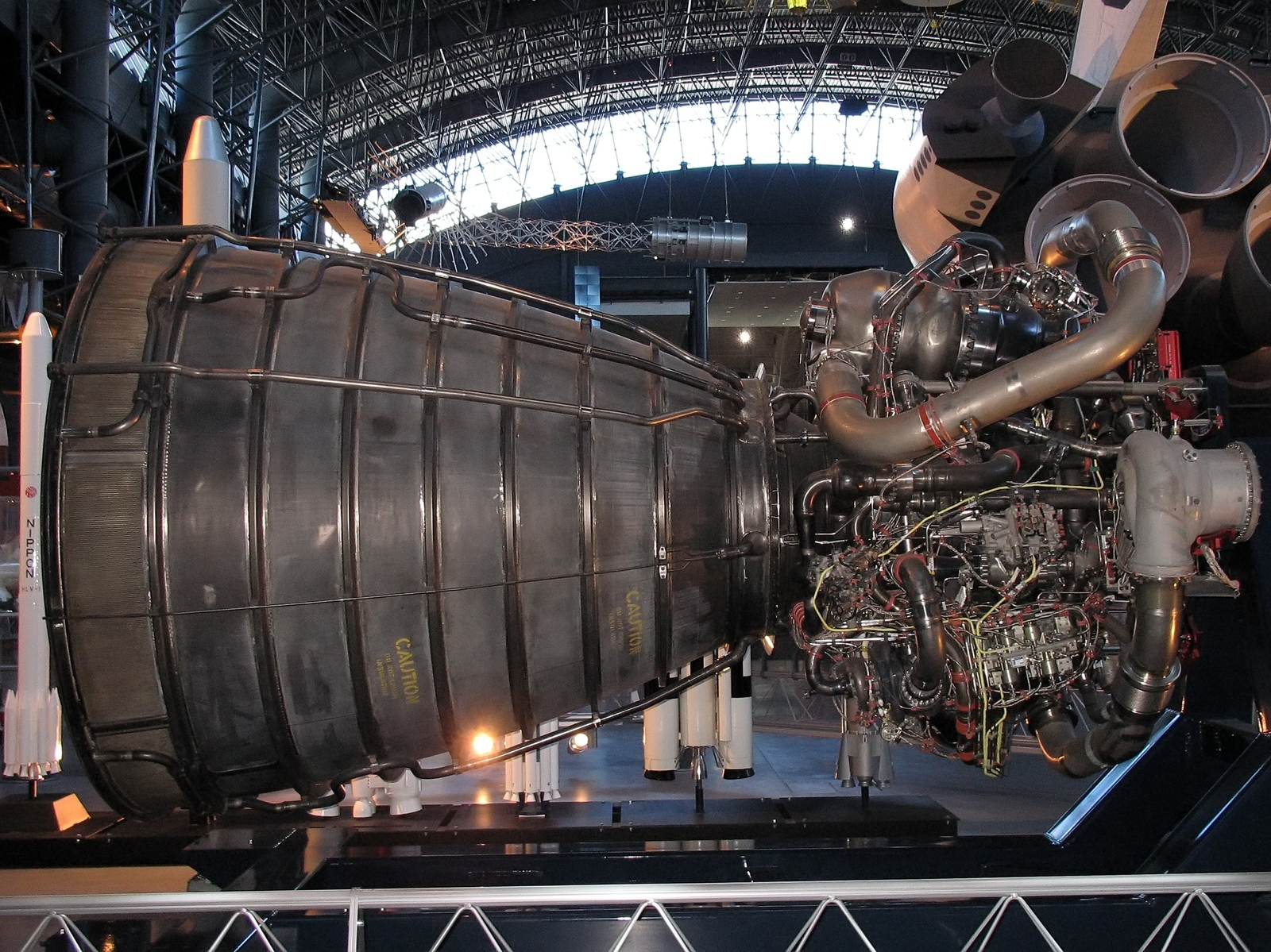
Hlavní motor raketoplánu

Z důvodu efektivity je požadována co možná nejvyšší teplota spalin, až 3500 K. Tedy teplota vysoko nad teplotou tavení běžných materiálů s výjimkou grafitu a wolframu. Proto se využívá systém chlazení spalovací komory výstupní trysky. Díky dobrému chlazení lze používat běžné materiály, jako ocel, slitiny hliníku, mědi a niklu.
Metody chlazení

### Regenerativní chlazení
Koncepci regenerativního chlazení představil Carl Wilhelm Siemens roku 1857. Praktické využití přišlo až roku 1937 s raketou A-4 (předchůdkyně V-2). Princip spočívá v proudění chladicího média skrz kanálky ve stěně spalovací komory nebo trysky. Jako chladicí médium slouží palivo. Požadovaný chladicí výkon je značný, někdy až 20 MW/m3. Množství odvedeného tepla závisí na mnoha okolnostech:
- rozdíl teplot mezi komorou a chladivem
- tepelná vodivost
- součinitel přestupu tepla
- rychlost proudění chladiva
- rychlost proudění plynů v komoře nebo trysce

Existují dva typy regenerativního chlazení, první vychází z klasické koncepce, chladicí kanálky jsou tvořeny z trubiček ze slitin mědi nebo niklu, navinutých a připájených na stěnu komory nebo trysky, tento typ je nazýván „špagetová konstrukce“. Druhý typ byl vyvinut v bývalém sovětském svazu, konstrukčně je jednodušší a levnější, kanálky jsou tvořeny ze dvou vrstev pláště a mezi nimi jsou přiletovány přepážky. „Ruský způsob“ je lacinější ale těžší.

### Ablativní chlazení
Většinou se využívá jako ochrana při vstupu do atmosféry u návratových modulů. Některé motory ho používají k chlazení trysky (např. RS-68) a spalovací komory (např. SpaceX:Kestrel). Ablativní chlazení pracuje na principu postupného odtávání vrstev materiálu.

### Další způsoby chlazení
- radiační chlazení – Teplo je vyzařováno do okolí, tryska je rozžhavena do běla.
- chlazení vypouštěním – Na trysku je vypouštěn proud tekutého vodíku.
- chlazení filmem kapaliny – Stěny jsou ostřikovány tekutým palivem, k chlazení dochází odparem.
- chlazení clonou – Vnitřní stěny jsou ostřikovány kapalným palivem, to vytváří jakousi clonu, která chrání stěny před vysokými teplotami.

## Druhy paliva
V dnešní době se využívá několik druhů paliv. Dvousložkové pohonné látky se nazývají bipropellanty a jsou nejvíce používané, pro svou vysokou účinnost, jako palivo hlavních motorů mnoha raket. Jednosložkové pohonné látky se nazývají monopropellanty, jejichž hlavní oblast použití spočívá v jednoduchých manévrovacích motorech. Monopropellanty vyžadují k reakci přítomnost katalyzátoru, jako třeba Iridium. Kromě nejpoužívanějších, kapalného vodíku, RP1 a kapalného kyslíku, se využívají i další látky. Volba pohonné látky záleží hlavně na účelu motoru, někdy se volí méně účinné látky, kvůli zjednodušení motoru nebo pro dosažení samovolného zážehu (hypergolické látky).

### Kapalný kyslík (LOX) a kapalný vodík

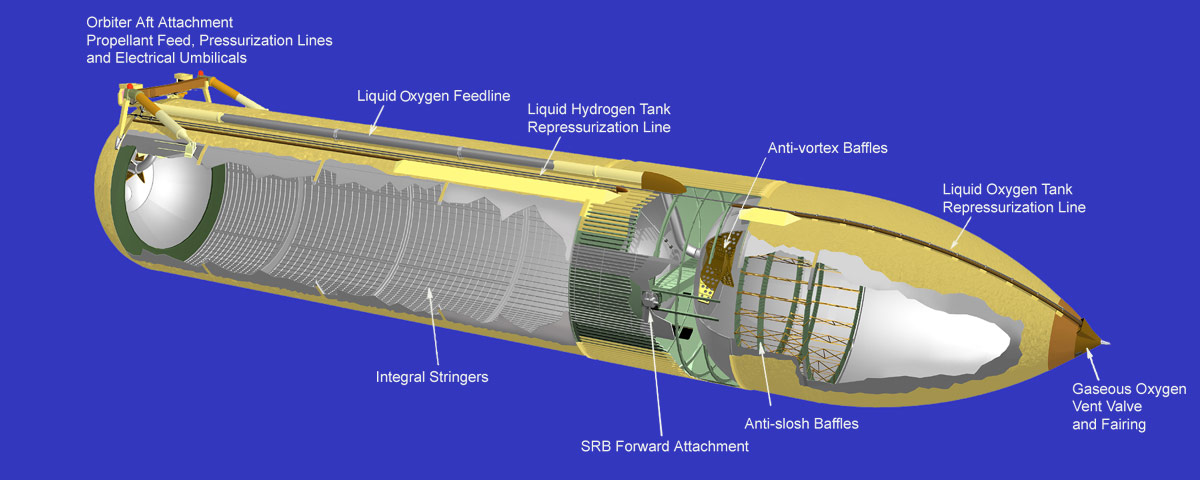
Externí nádrž raketoplánu Space Shuttle

Kapalný vodík poskytuje nejvyšší specifický impuls a má ze všech druhů raketových paliv největší energetickou hustotu, 143 MJ/kg, což je zhruba o 40% více než ostatní raketová paliva. Na rozdíl od ostatních paliv generuje nulové emise, jediný produkt reakce je vodní pára a v případě úniku z nádrží není nijak toxický a neohrožuje životní prostředí (na rozdíl od velmi toxického hydrazinu). Má však i řadu nevýhod, které omezují jeho použití. Hlavní nevýhodou je relativně drahá výroba a problematické skladování. Výroba kapalného vodíku je energeticky náročná, pro zkapalnění je nutno vodík stlačit a podchladit na teplotu 20 K (−252,87 °C). Skladovací nádrže musí být velmi dobře tepelně izolovány, ale i tak je udržení teploty 20 K velmi obtížné. Hustota kapalného vodíku je pouze 70,99 kg/m3, to znamená, že jsou zapotřebí velké nádrže a větší a silnější turbočerpadla pro dopravu dostatečného množství do spalovací komory. Hmotnost větších nádrží a jejich izolace spolu s hmotností čerpadel výrazně redukuje účinnost (ve smyslu Ciolkovského rovnice) a tak není možné reálně využít všechny jeho přednosti. Další nevýhodou jsou úniky a vypařování, které běžně dosahují až 1% objemu za den. Pro kapalný vodík platí samozřejmě i všechny předpisy, nařízení a omezení jako pro manipulaci a skladování „normálního“ vodíku .

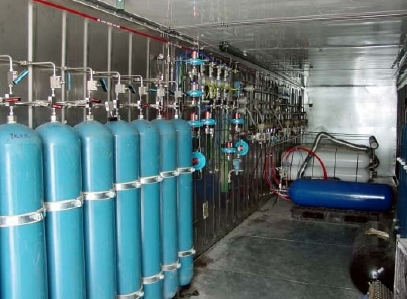
Kaskádový systém pro skladování vodíku

Využití kapalného vodíku jako paliva je tak většinou omezeno na horní stupně jako je Centaur. Rakety využívající kapalný vodík i na prvním stupni jako například SSME, Ariane 5, Ariane 6 a Delta IV, používají silné pomocné rakety při vzletu.
Specifikace u hladiny moře
- Teplota ve spalovací komoře: ~2750 °C
- Specifický impuls: ~3800 N.s/kg
- Efektivní výtoková rychlost: ~3800 m/s
- Poměr LOX/H2: 4,11

Specifikace vakuum
- Teplota ve spalovací komoře: ~3000 °C
- Specifický impuls: ~4500 N.s/kg
- Efektivní výtoková rychlost: ~4500 m/s
- Poměr LOX/H2: 4,8

### LOX a RP-1(kerosin)

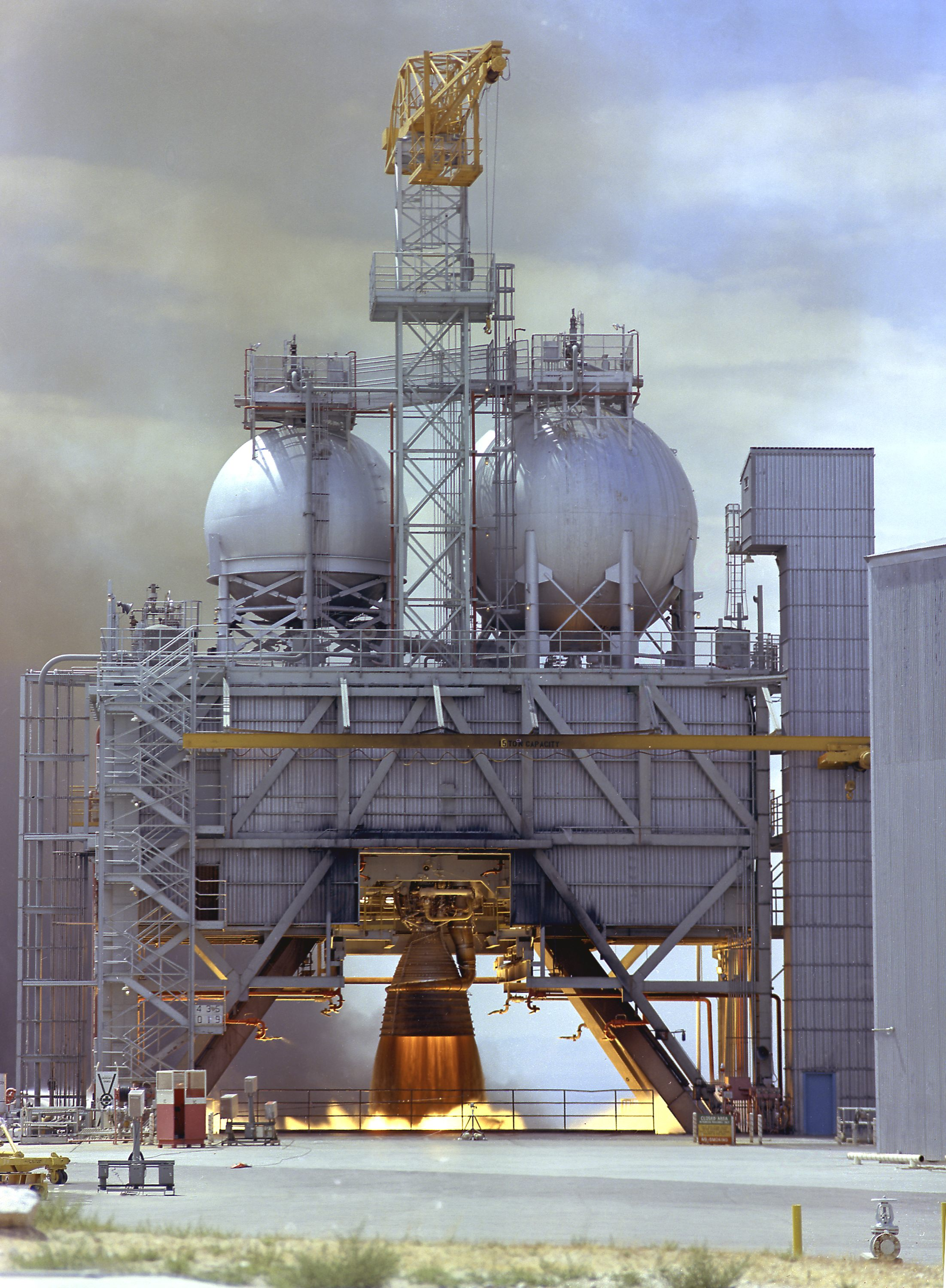
Statický test motoru F-1

RP1 je vysoce rafinovaná forma klasického petroleje. Nedosahuje sice takové účinnosti jako kapalný vodík, ale díky nenáročné manipulaci, nízké ceně a možnosti jednoduchého skladování, je široce rozšířen většinou jako palivo prvního stupně. Oproti kapalnému vodíku má i další výhody jako třeba mnohem vyšší hustotu a bod varu, takže odpadají problémy s vypařováním a mohou být použity kompaktnější turbočerpadla. Z ekologického hlediska je spalování RP1 o něco „špinavější“, při spalování vzniká kromě neškodné vodní páry a oxidu uhličitého i jedovatý oxid uhelnatý a další produkty, samotná rafinace petroleje z ropy představuje také jistou ekologickou zátěž. Samotný RP1 však není tak toxický jako hydrazin, kyselina dusičná, hydyn a další pohonné látky.
Nevýhody RP1 spočívají především v jeho řádově nižší účinnosti. Další problémy jsou způsobeny i obsahem oxidu uhličitého ve spalinách, jehož molekuly jsou relativně těžší a snižují efektivní výtokovou rychlost. Vysoký bod varu a nízký tlak jeho par vyžaduje dodatečný systém pro doplňování objemu a tlaku v nádrži. Nespálený RP1 může při styku s horkými součástmi polymerovat a karbonizovat a vytvářet tak usazeniny které mohou způsobit selhání, k tomuto problému dochází při restartování motoru při misích a pozemních testech. Podobné usazeniny se vytváří i v jiných motorech na fosilní paliva, ale doba, po kterou se vytvářejí je měřena v letech a motor tím nijak netrpí, avšak životnost raketového motoru je počítána v minutách a podmínky v motoru jsou extrémní a motor jako celek je mnohem složitější, takže usazeniny mohou způsobit i závažná selhání.
RP1 se používá první stupeň raket Atlas, Delta II, Zenit, Sojuz, Falcon 9 a většina čínských nosných raket.
Specifikace u hladiny moře
- Teplota ve spalovací komoře: ~3400 °C
- Specifický impuls: ~2950 N.s/kg
- Efektivní výtoková rychlost: ~2950 m/s
- Poměr LOX/RP-1: 2,58

Specifikace vakuum
- Teplota ve spalovací komoře: ~3450 °C
- Specifický impuls: ~3510 N.s/kg
- Efektivní výtoková rychlost: ~3510 m/s
- Poměr LOX/RP-1: 2,77

### N2O4(oxid dusičitý) a N2H4(hydrazin)

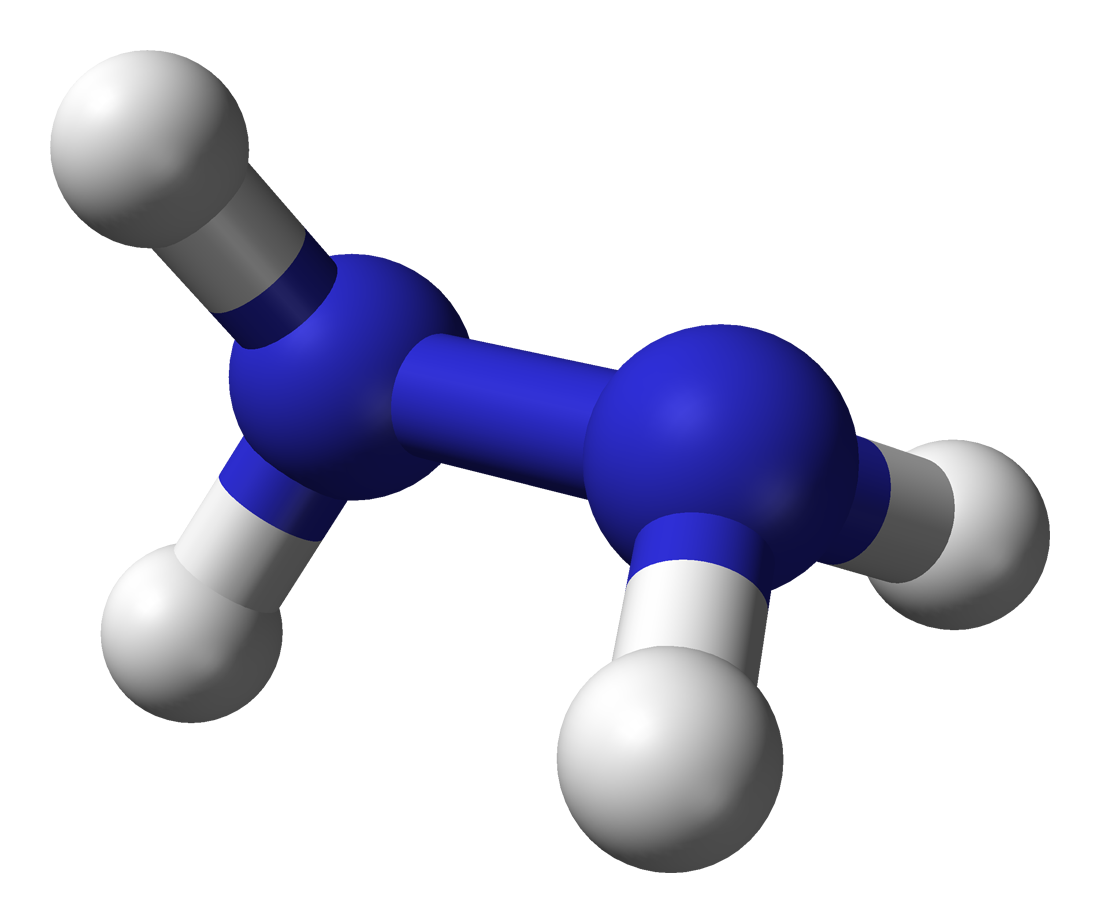
Molekula hydrazinu

Obě kapaliny se dají uchovávat při rozumných teplotách a tlacích. Využívají se na vojenských satelitech a sondách pro dlouhodobé lety. Kapaliny jsou hypergolické tzn. při vzájemném kontaktu vzplanou. Hydrazin představuje vážnou ekologickou a zdravotní zátěž. Při vystavení lidského těla působení hydrazinu mohou nastat záchvaty, kóma, plicní edém, poškození ledvin, jater, kůže a při dlouhodobém vystavení se vyskytují nádory na plicích a dalších vnitřnostech.
Specifikace u hladiny moře
- Teplota ve spalovací komoře: ~3000 °C
- Efektivní výtoková rychlost: 2860 m/s
- Poměr N2O4/ N2H4: 1,36

Specifikace vakuum
- Teplota ve spalovací komoře: ~3000 °C
- Specifický impuls: ~3400 N.s/kg (~220 sekund)
- Efektivní výtoková rychlost: ~3400 m/s
- Poměr N2O4/ N2H4: 1,42

### Ostatní paliva
Kapalných pohonných látek existuje velké množství, ale většinou se jedná o paliva pro specifické účely, jako manévrovací trysky, stabilizační trysky a další. Některé rané a experimentální návrhy motorů používaly i normální naftu, propan, butan, metan, ethanol a další relativně levné a dostupné látky. Dále se používají nebezpečné a toxické látky: monomethylhydrazin, asymetrický dimethylhydrazin, diboran, pentaboran, amoniak a další. Jako okysličovadlo se nejvíce používá kapalný kyslík, ale některé motory používají i jiné a mnohdy toxické a nebezpečné látky jako fluor, difluorid kyslíku, hydrazin, dýmavou kyselinu dusičnou, peroxid vodíku a další.